# Pošte Srpske
Pošte Srpske (oficialmente Preduzeće za poštanski saobraćaj Republike Srpske a.d.) es una de las tres empresas responsables del servicio postal en Bosnia y Herzegovina; las otras dos son BH Pošta (que cubre la mayoría de los demás clientes de la Federación de Bosnia y Herzegovina) y Hrvatska pošta Mostar (que opera en las zonas donde vive la mayoría croata), mientras que Pošte Srpske opera en la República Srpska.

## Historia
Antes de los conflictos de guerra en Bosnia y Herzegovina, el Correo de Yugoslavia era responsable de los servicios postales en el territorio de lo que actualmente abarca el país. Sin embargo, al comienzo de la guerra en Bosnia y Herzegovina, el sistema postal de Bosnia y Herzegovina se desintegró. Al principio, eran frecuentes los ataques armados a los vehículos de Correos y los bloqueos de carreteras, que imposibilitaban la realización del intercambio postal.
El 10 de diciembre de 1996 la antigua empresa de correos, telégrafos y teléfonos de la República Srpska fue dividida en dos empresas, creándose Pošte Srpske y Telekom Srpske. Desde el 7 de mayo de 2002 Pošte Srpske está registrado como proveedor de sitios web en la República Srpska.
El 25 de diciembre de 2002, la empresa se transformó en una sociedad anónima, donde el Estado posee el 65% del capital autorizado.